# Saltîcia, Cernihivka
Saltîcia (în ucraineană Салтичія) este un sat în comuna Obitocine din raionul Cernihivka, regiunea Zaporijjea, Ucraina.

## Demografie
Componența lingvistică a localității Saltîcia
     Ucraineană (97,47%)
     Rusă (2,53%)
Conform recensământului din 2001, majoritatea populației localității Saltîcia era vorbitoare de ucraineană (97,47%), existând în minoritate și vorbitori de rusă (2,53%).